# Museu de Lleida Diocesà i Comarcal
El Museu de Lleida Diocesà i Comarcal (MdLL) és un consorci museístic creat l'1 d'agost de 1997 i integrat per la Generalitat de Catalunya, la Diputació de Lleida i la Paeria de Lleida, el Consell Comarcal del Segrià i el Bisbat de Lleida.
La tardor de l'any 2020 va ser declarat Museu d'Interès Nacional.
L'actual seu del museu fou inaugurada el desembre de 2007.

## Història
Com a conseqüència de les desamortitzacions del segle xix, bona part del patrimoni artístic de l'Església es dispersà o passà a mans privades. Al llarg del segle sorgiren diverses iniciatives emmarcades dins del moviment de la Renaixença catalana que pretenien recuperar i protegir tot aquest llegat. Una d'aquestes accions fou la creació el 1890 del Museu Episcopal de Vic pel bisbe Josep Morgades.
Seguint aquest model, tres anys després el bisbe Josep Meseguer i Costa funda el Museu Arqueològic del Seminari Diocesà de Lleida, amb la intenció de brindar una àmplia col·lecció d'art eclesiàstic als seminaristes i evitar l'espoli per part de col·leccionistes privats. Messeguer nodrí aquest fons adquirint obres arraconades d'arreu del territori diocesà i gràcies a donacions particulars. La primera seu del museu s'ubicà en diverses sales de l'antic Seminari de Lleida, l'actual rectorat de la UdL.
Amb l'esclat de la Guerra Civil, el 1936, l'anticlericalisme de les forces revolucionàries motivà el saqueig i desmantellament del Museu Diocesà. Al seu torn, l'edifici del Seminari fou ocupat per instal·lar-hi la seu del Partit Obrer d'Unificació Marxista (POUM).
La Generalitat republicana aconseguí recuperar les obres del Diocesà i les emmagatzemà al Museu Jaume Morera (antic Hospital de Santa Maria i actual seu de l'Institut d'Estudis Ilerdencs), que es rebatejaria com a Museu del Poble.
A començaments de 1938, amb les tropes de Franco aproximant-se inexorablement a la ciutat, la Generalitat traslladà de manera urgent el patrimoni artístic de la ciutat a l'ermita de Butsènit. L'agost d'aquell mateix any, el bàndol feixista ocuparia Lleida i l'anomenat «Servicio de Defensa del Patrimonio Artístico Nacional» traslladaria les obres a Saragossa, on van romandre fins acabada la guerra.
Des d'aleshores i fins a 1943, el govern franquista retornà gradualment les obres a Lleida; el Museu Diocesà fou restablert a la seua seu original del Seminari i incrementà el seu fons amb peces de la Seu Vella i de l'antic Museu d'Art de Lleida.

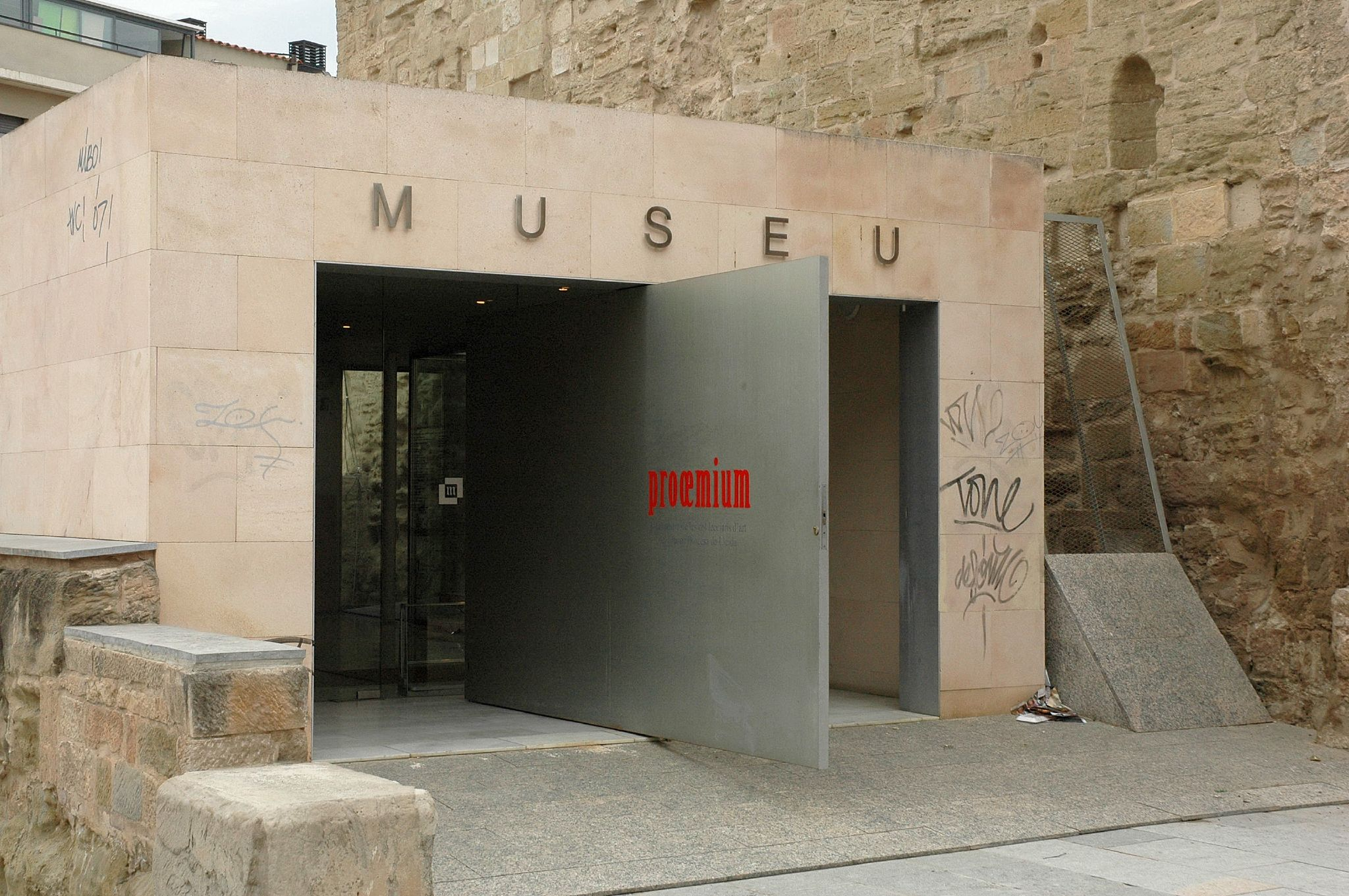
Entrada a l'antiga seu del museu, ubicada a l'església de Sant Martí

L'any 1967 s'encarregà un edifici propi per al Museu Diocesà, però mai no s'arribà a construir. El 1969 l'Església posà en venda l'edifici del Seminari, i les peces del Museu es repartiren entre el Palau Episcopal i l'església romànica de Sant Martí, situació que es va perllongar aproximadament 30 anys.
Amb la decisió de consolidar aquest patrimoni, l'1 d'agost de 1997 se signa el conveni per a la creació del Museu de Lleida Diocesà i Comarcal, que unificarà la col·lecció diocesana amb el fons arqueològic de l'Institut d'Estudis Ilerdencs (hereu al seu torn de l'antic Museu d'Antiguitats, creat el 1868) amb la intenció de fundar el museu de referència de les comarques de Lleida. A més, es decideix la construcció d'una nova seu única a la Llar de Sant Josep, un antic convent de carmelites descalces. Fins al seu acabament, la col·lecció del museu es mostraria a l'església de Sant Martí.
Les obres de la nova seu, dissenyada per l'arquitecte Joan Rodon, s'iniciaren el juliol de 2003 i acabaren el 30 de novembre de 2007 amb la inauguració del museu. El museu rebé prop de 50.000 visitants durant el primer any d'obertura de la nova seu.
El 2014 la seva directora des de la fundació del museu va anunciar que dimitia del càrrec. Es va obrir una nova candidatura a la qual es van presentar 11 aspirants.
El pressupost del museu el 2015, serà de 973.000 € un 0,3% superior l'any 2014. Pel que fa a les aportacions de les administracions, la Generalitat aportarà 342.000 € (320.000 € l'any 2014), la Diputació de Lleida 320.000 € (el mateix que l'any anterior), la Paeria de Lleida 225.000 € (216.000 € l'any anterior) i el Consell Comarcal del Segrià 6.000 € (el mateix que l'any 2014).

## Patrimoni destacat

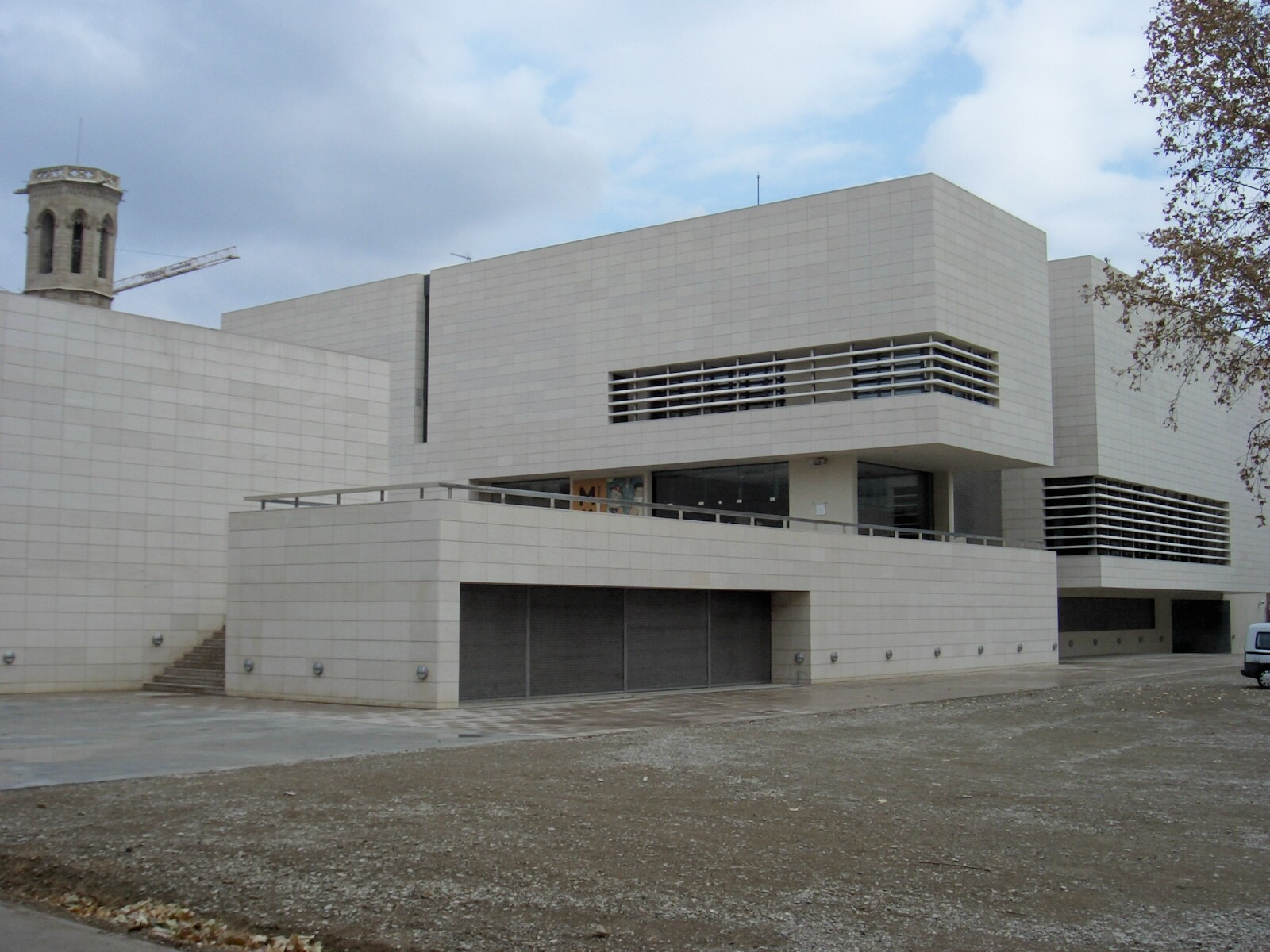
Edifici actual del museu

El Museu de Lleida gestiona un important llegat artístic provinent de les terres de ponent i de l'antiga Diòcesi de Lleida. Entre les obres més destacades del museu trobem:
- Del món romà se'n conserva un cap de sàtir del segle ii després de Crist.
- De la cultura islàmica en destaca un joc d'escacs del segle x-xi procedent de la col·legiata de Sant Pere d'Àger (la Noguera).
- De l'art romànic en destaca tres frontals d'altar del segle xiii, provinents de diverses esglésies d'Osca, i fragments escultòrics, mènsules i capitells provinents de La Seu Vella de Lleida.
- De l'art gòtic, dos retaules de La Seu Vella i diversos quadres de la nissaga de pintors lleidatans Ferrer.
- De l'art del Renaixement, cal subratllar-ne la presència de diverses obres del pintor Pere Nunyes i escultures de Gabriel Joly i Damià Forment.
- Del Barroc se'n conserva una representació del martiri de Sant Andreu de Claude Vignon i diverses obres del pintor Antoni Viladomat.

## Litigi per les obres d'art de la Franja de Ponent
Entre el patrimoni que conserva el Museu de Lleida Diocesà i Comarcal hi ha 113 peces d'art originàries de diverses parròquies de la Franja de Ponent. Fins al 1995 aquestes parròquies havien format part del Bisbat de Lleida, però un decret vaticà n'ordenà la seua segregació per crear la nova Diòcesi de Barbastre-Montsó a partir de l'anterior Diòcesi de Barbastre i les parròquies aragoneses pertanyents a la de Lleida. Posteriorment, un altre decret exigia el retorn de les obres d'art a les seues esglésies originàries. Des d'aleshores s'inicià un litigi entre les institucions catalanes i aragoneses pel futur d'aquestes peces d'art.
Els partits polítics i les institucions aragoneses donen suport unànime a les reclamacions de la Diòcesi de Barbastre-Montsó, i reclamen el retorn immediat de les obres a l'Aragó. Tot i això, algunes organitzacions culturals de la Franja com la Institució Cultural de la Franja de Ponent defensen la integritat de la col·lecció del Museu Diocesà de Lleida.
L'abril de 2006, la consellera de cultura de la Generalitat Caterina Mieras aprovà un dictamen que autoritzava el Bisbat de Lleida a entregar les obres d'art a l'Aragó si es complien una sèrie de requisits com ara la preservació de la unitat de la col·lecció i la gestió unitària del patrimoni. La resolució fou rebutjada frontalment per la Diputació de Lleida, perquè considerava que podria facilitar la disgregació de la col·lecció. Un mes després, el Parlament de Catalunya aprovà una resolució que "blindava" la continuïtat de les obres a Lleida fins que no s'esclarís definitivament la seua propietat. El 12 de juliol de 2007 es constituí una plataforma de suport a la unitat del Museu integrada per diversos col·lectius i associacions culturals de Lleida i la Franja.
Mentrestant, el nou museu obrí les portes el 30 de novembre de 2007, mostrant la col·lecció d'art íntegra.
Segons la legislació espanyola, el dret canònic s'aplica sobre els béns que són propietat de l'Església i, per tant, el destí de les obres l'hauria de decidir una resolució del Tribunal de la Rota espanyol. Aquest tribunal es pronuncià a favor de l'entrega de les peces a Barbastre-Montsó el maig de 2008, i monsenyor Joan Piris, nomenat bisbe de Lleida l'estiu d'aquell mateix any, anuncià que no recorreria la sentència.
No obstant això, el bisbe Piris no podia fer entrega de les obres perquè aquestes formen part del fons del Museu Diocesà, integrat per altres institucions com la Paeria, la Diputació o la Generalitat, i també per pertànyer al catàleg d'obres d'art de Catalunya. A més a més, l'associació Amics del Museu de Lleida rebutjà les sentències eclesiàstiques i interposà una demanda civil perquè fos la justícia ordinària la que decidís, definitivament, qui és el propietari legítim de les obres. El judici civil s'inicià el maig de 2010 i tot i que inicialment s'havia anunciat que el Bisbat de Lleida defensaria la legitimitat de la seva col·lecció diocesana, finalment comunicà que desistia de reivindicar legalment la propietat de les peces. Les autoritats catalanes replicaren el bisbe insistint que no pot prendre decisions unilaterals sobre el futur de les peces, ja que qualsevol decisió s'ha de prendre al si del consorci del museu.

## Reconeixements
L'any 2019 se li va atorgar el Premi Nacional de Cultura.

## Obres destacades
- Miracle de la Mare de Déu del Roser i el cavaller de Colònia
- Mare de Déu de Bellpuig de les Avellanes
- Baptisteri de Bovalar
- Mare de Déu de Saidí

## Galeria d'imatges

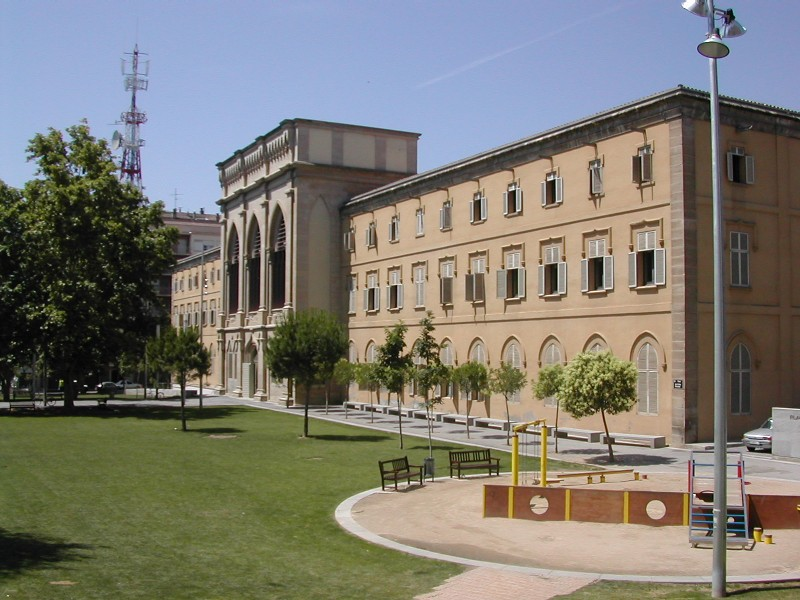
L'antic seminari de Lleida
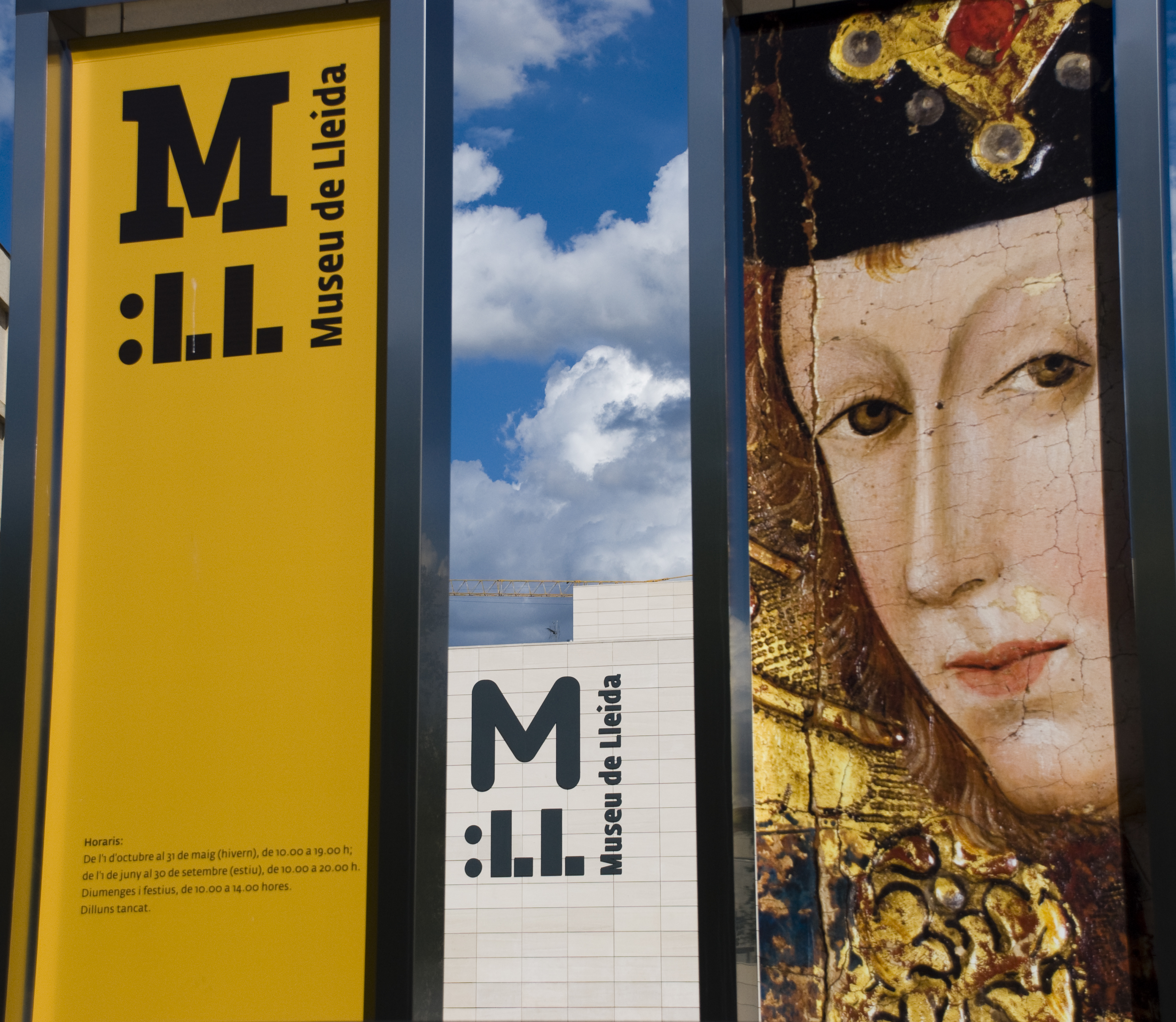
Plafons informatius a l'entrada del museu
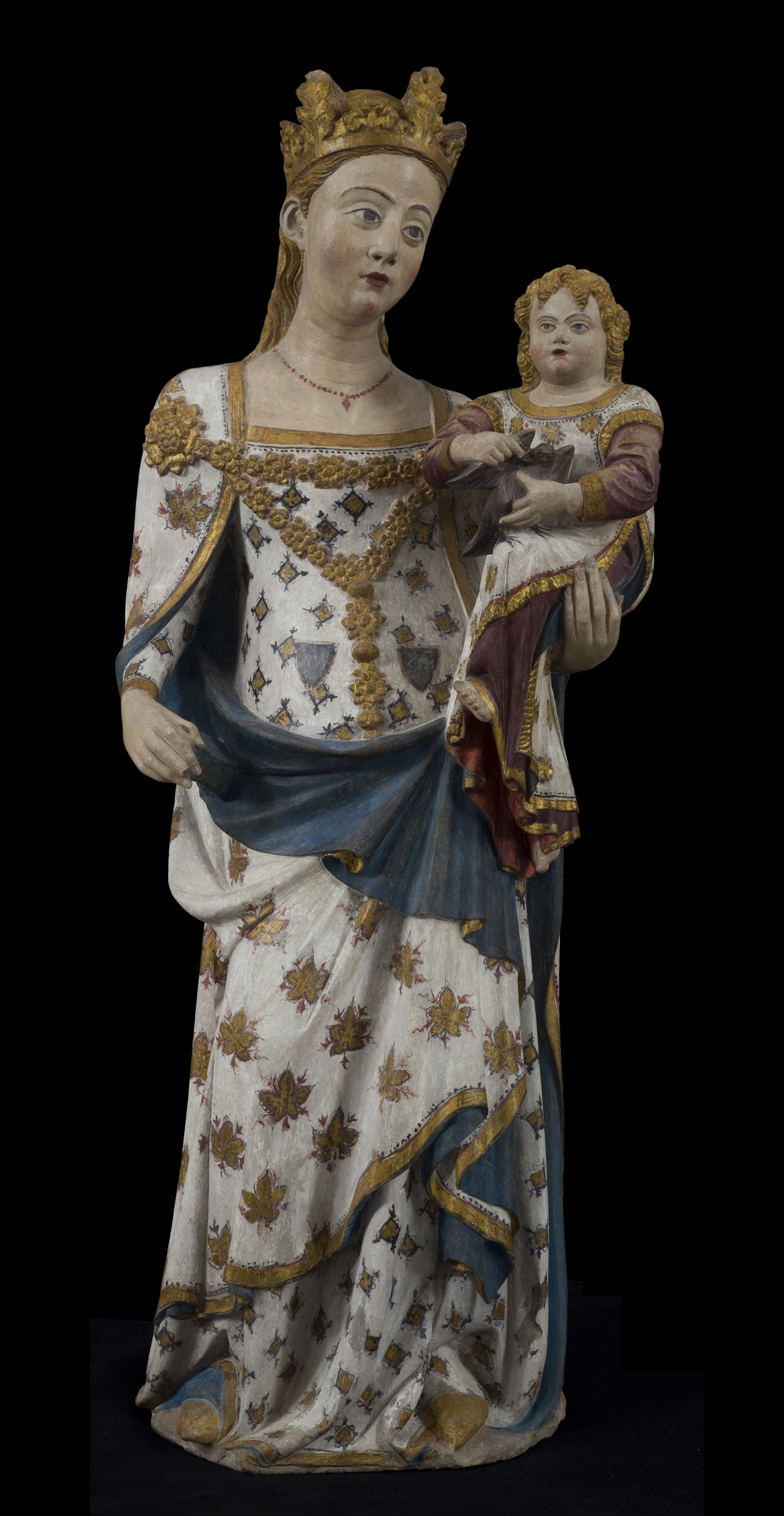
Mare de Déu de Bellpuig de les Avellanes
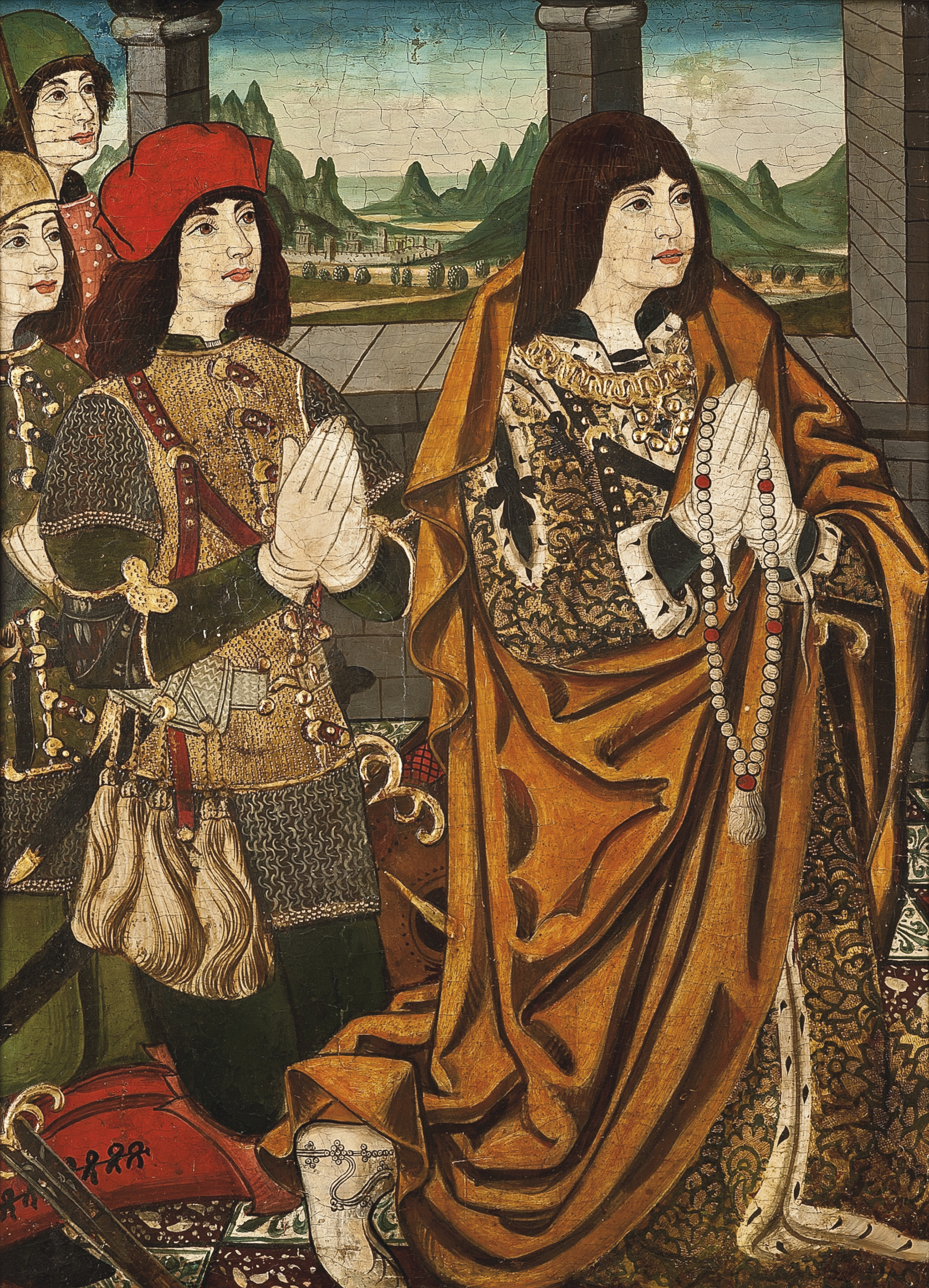
Miracle de la Mare de Déu del Roser i el cavaller de Colònia